# Eichenzell
Eichenzell – miejscowość i gmina w Niemczech, w kraju związkowym Hesja, w rejencji Kassel, w powiecie Fulda.